# Irving Segal

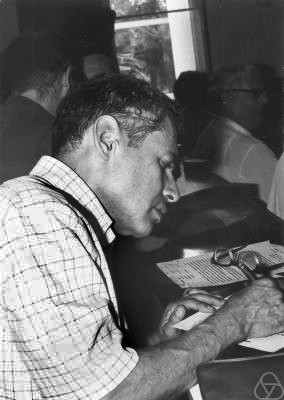
Irving Segal in Nizza, 1970

Irving Ezra Segal (* 13. September 1918 in der Bronx, New York City; † 24. Dezember 1998 bei Lexington, Massachusetts) war ein US-amerikanischer Mathematiker, der sich mit Funktionalanalysis, harmonischer Analysis, C*-Algebren und mathematischer Quantenfeldtheorie beschäftigte.

## Leben
Segal besuchte die Schule in Trenton (New Jersey) und begann ab 1934 an der Princeton University zu studieren, wo er 1937 mit Bestnoten seinen Bachelor-Abschluss machte. 1940 wurde er bei Einar Hille an der Yale University mit der Dissertation Ring Properties of Certain Classes of Functions promoviert. 1941 war er Instructor an der Harvard University, von 1941 bis 1943 Research Associate in Princeton und von 1945 bis 1948 am Institute for Advanced Study in Princeton, wo er mit Albert Einstein und John von Neumann arbeitete. Dazwischen arbeitete er im Zweiten Weltkrieg während seines Wehrdienstes auf dem Aberdeen Proving Ground der US-Armee in Ballistik. 1948 wurde er Assistenzprofessor an der University of Chicago, 1953 Associate Professor und 1957 Professor. 1960 wechselte er ans Massachusetts Institute of Technology (MIT), wo er bis zu seinem Tod Professor war (ab 1989 als Emeritus). Er war Gastprofessor unter anderem an der Sorbonne, dem Collège de France, in Moskau, Kopenhagen, Lund, Pisa und der Columbia University.
Segal war 1947, 1951 und 1967 Guggenheim Fellow. 1981 erhielt er den Humboldt-Preis. 1973 wurde er in die National Academy of Sciences gewählt. Er war auch Mitglied der American Academy of Arts and Sciences (seit 1961) und der königlich dänischen Akademie der Wissenschaften.
In der Funktionalanalysis verallgemeinerte er die Arbeiten von Norbert Wiener über stochastische Prozesse in Hilberträumen, entwickelte eine Theorie nichtkommutativer Integration und verallgemeinerte damit den Satz von Plancherel für lokalkompakte Gruppen. Sein Name ist mit der GNS-Konstruktion verbunden, bei der das S für Segal steht.
Segal interessierte sich sehr für mathematische Physik (er war nicht nur Mitglied der AMS, sondern auch der US-amerikanischen astronomischen und physikalischen Gesellschaft). Er war der Erste, der die Bedeutung von C*-Algebren als Observablen-Algebren für die Formulierung einer axiomatischen Quantenfeldtheorie erkannte. Schon 1947 verwendete er sie für eine mathematische Neuformulierung der Postulate der Quantenmechanik. Anfang der 1960er Jahre organisierte er dazu zwei Konferenzen am MIT – die weitere Entwicklung des Gebiets in den 1960er Jahren durch James Glimm und Arthur Jaffe war aber nicht nach seinem Geschmack.
Zusammen mit Ralph Phillips und Paul Malliavin gründete Segal die mathematische Zeitschrift Journal of Functional Analysis.
Segal neigte unkonventionellen Sichtweisen zu. So vertrat er eine alternative („chronometrische“) Theorie zur Erklärung der Rotverschiebung ferner Galaxien als geometrischem Effekt (statt als Nachweis für eine Expansion des Universums nach dem Urknall), die er durch statistische Analysen der astronomischen Spektren zu untermauern suchte. Der Ursprung seiner Spekulationen lag in seinen Untersuchungen von 1951 über die Deformation von Lie-Algebren. So wie die Galileigruppe ein Grenzfall der Lorentzgruppe der speziellen Relativitätstheorie ist (und diese eine Deformation der Galileigruppe), ist die Lorentzgruppe ein Grenzfall der allgemeineren konformen Gruppe {\displaystyle O(4,2)}, die nach Segal die eigentliche Symmetriegruppe des Universums ist.
1966 war er Invited Speaker auf dem ICM in Moskau (Nonlinear relativistic partial differential equations) und 1970 in Nizza (Nonlinear quantum processes and automorphism groups of C* algebras).
Zu seinen Studenten zählen John Baez, Isadore Singer, Lester Dubins, Edward Nelson und Bertram Kostant. Er war zweimal verheiratet und hatte drei Kinder aus erster Ehe und eine Tochter aus zweiter Ehe.

## Schriften
- Segal, Baez, Zhou: Introduction to Algebraic and Constructive Quantum Field Theory. Princeton 1992.
- Mathematical cosmology and extragalactic astronomy. Academic Press 1976.
- Integrals and Operators. McGraw Hill 1968, Springer-Verlag 1978.
- Mathematical Problems in Relativistic Physics. AMS 1963 (mit Anhang von George Mackey).